# Nordbottniska dialekterna

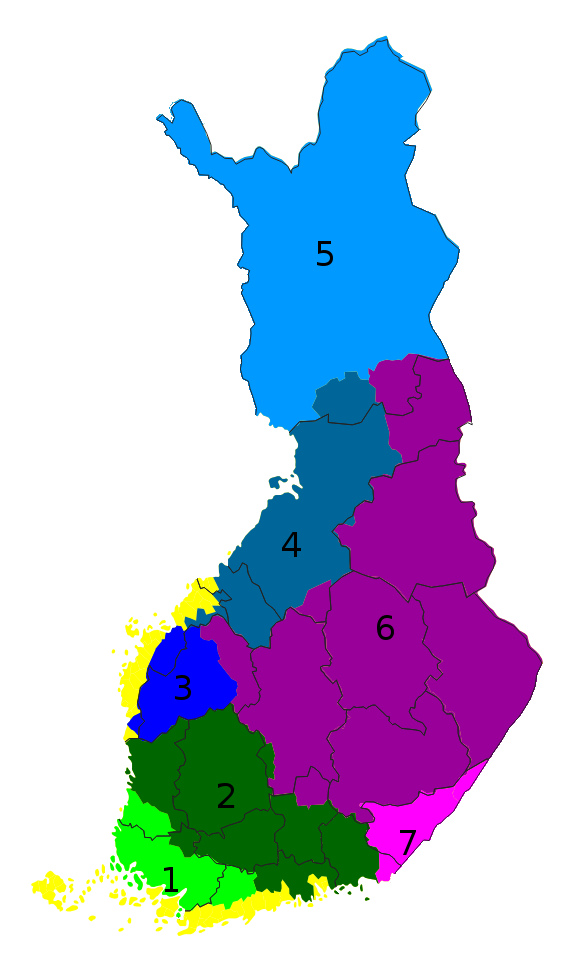
Det ljusblåa området märkt med 5 visar de nordbottniska dialekternas utbredningsområde

De nordbottniska dialekterna (finska: peräpohjalaiset murteet) är dialekter av finskan som talas i finska Lappland samt i Tornedalen i Sverige och i nordligaste Norge.
Den standardfinska meningen Meidän koira saa mennä vielä illalla lintuja haukkumaan, ennen kuin metsässä tulee pimeä blir i Torneå enligt professor Mauno Koski:
Meän koira saapi mennäv vielä illalla lintuja haukuhmaan, ennenko mettässä tulee pimmii.